# ولا غالب إلا الله
اُشتهرت عبارة ولا غالب إلا الله كونها شعار دولة بني الأحمر، آخر سلالة مسلمة حكمت غرناطة، حيث نُقشت هذه العبارة في العديد من زوايا قصر الحمراء.

## معرض الصور

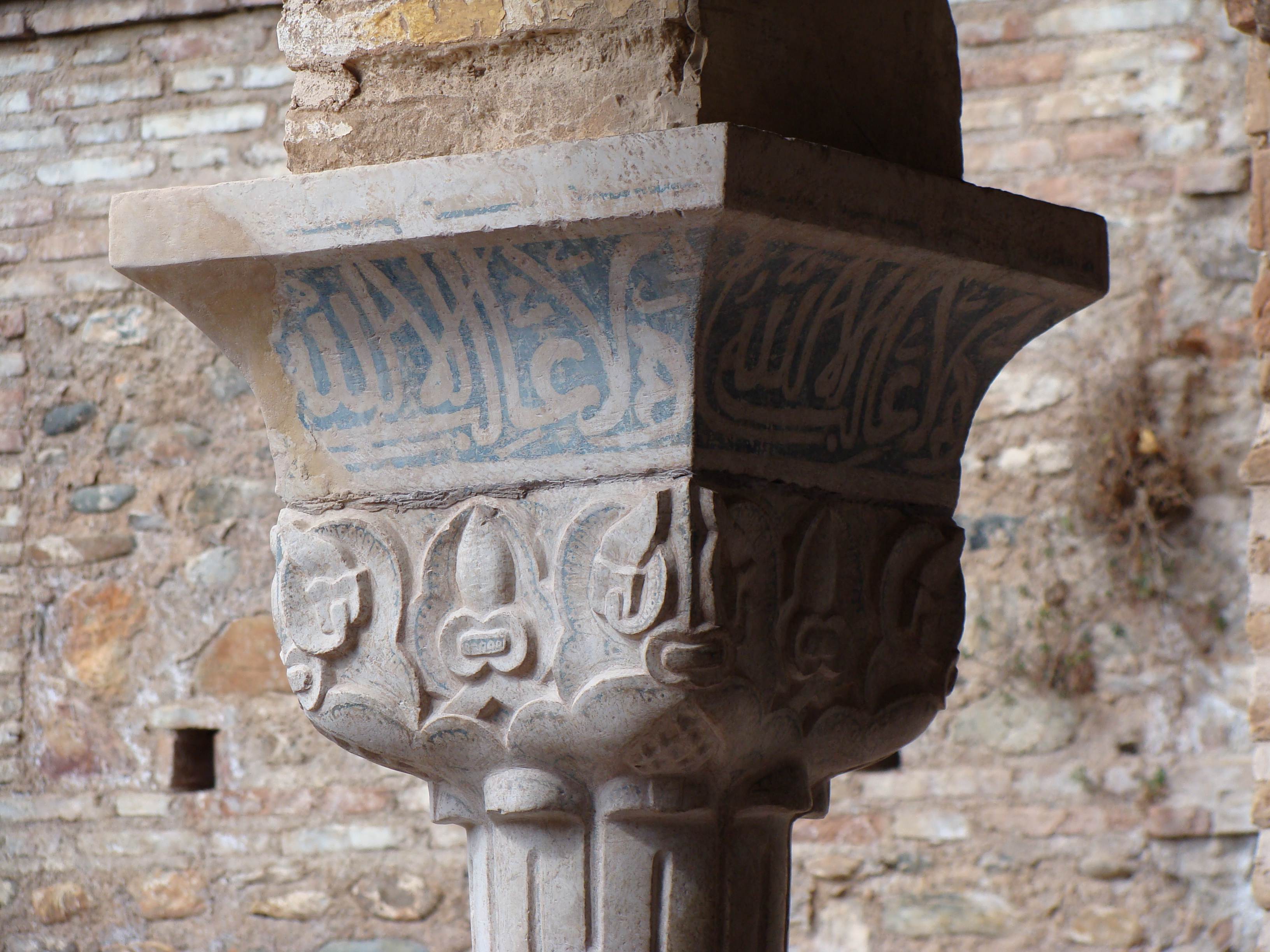
عبارة «ولا غالب إلّا الله» منقوشة في قصر الحمراء.
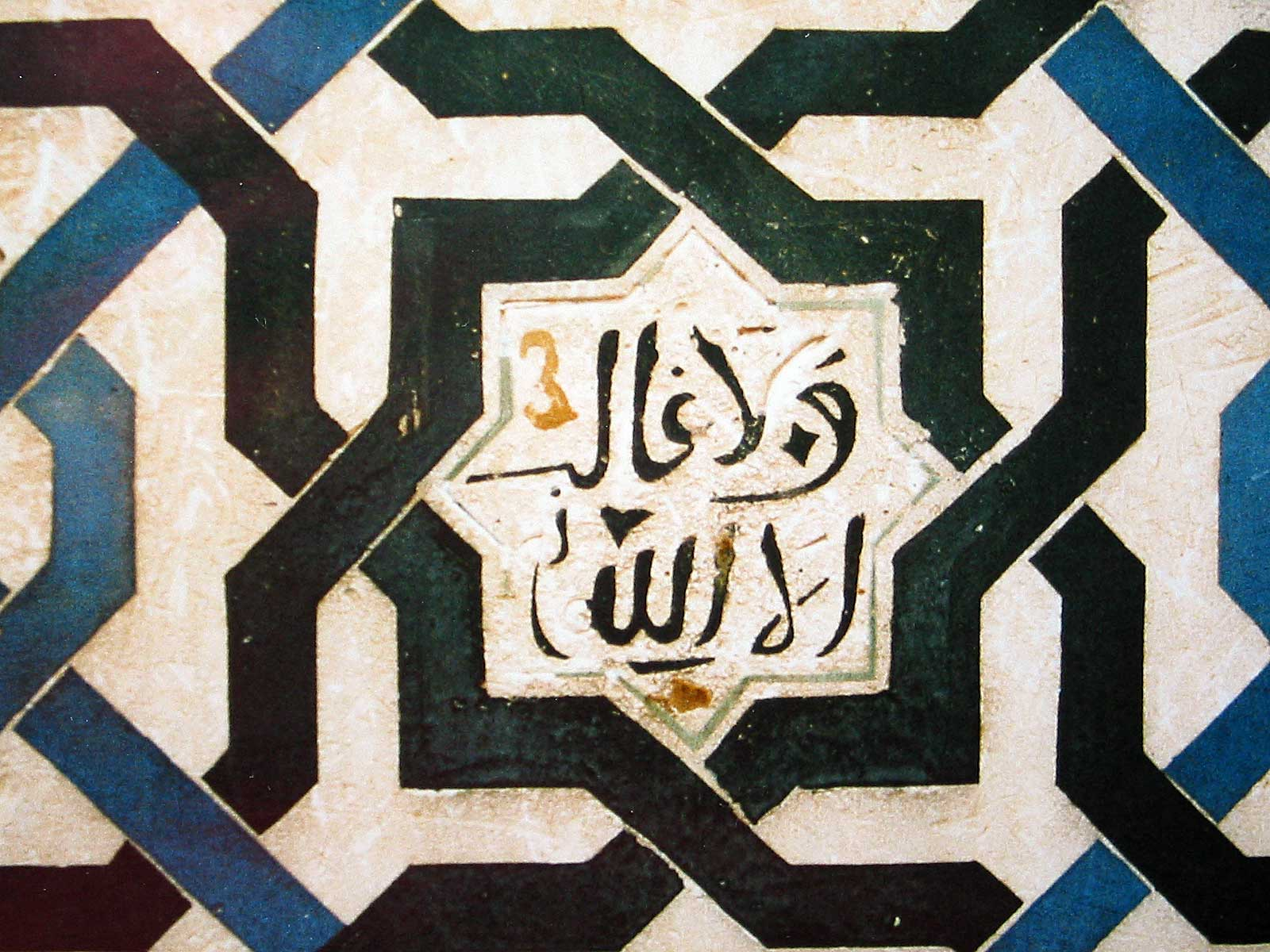
عبارة «ولا غالب إلّا الله» على تاج عمود بقصر الحمراء بالأندلُس
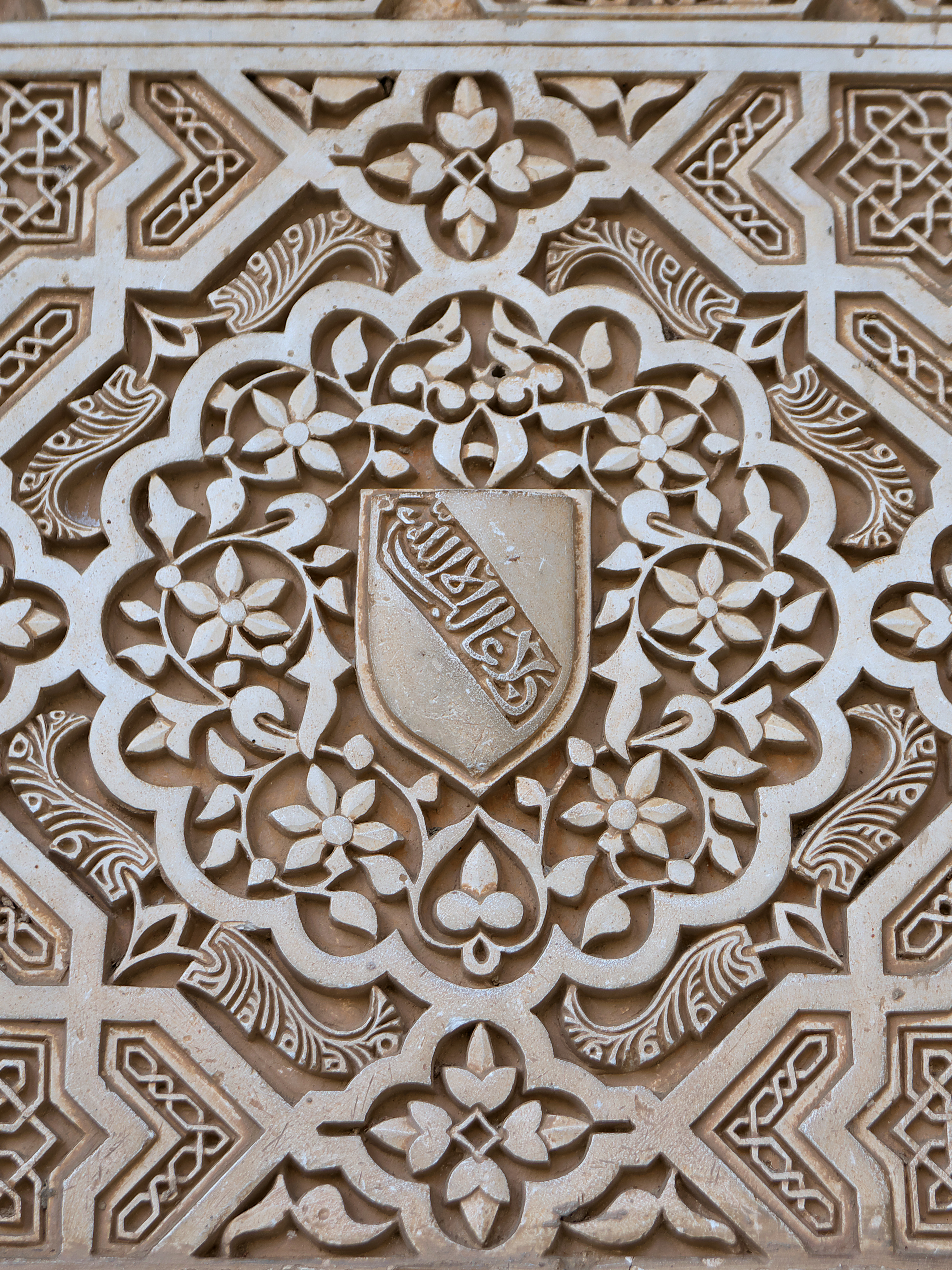
عبارة «ولا غالب إلّا الله»، شعار بنو الأحمر